# Щитники (Каліський повіт)
Щитники (пол. Szczytniki) — село в Польщі, у гміні Щитники Каліського повіту Великопольського воєводства.
Населення — 756 осіб (2011).
У 1975—1998 роках село належало до Каліського воєводства.

## Демографія
Демографічна структура станом на 31 березня 2011 року:
|          | Загалом | Допрацездатний вік | Працездатний вік | Постпрацездатний вік |
| -------- | ------- | ------------------ | ---------------- | -------------------- |
| Чоловіки | 360     | 77                 | 239              | 44                   |
| Жінки    | 396     | 80                 | 223              | 93                   |
| Разом    | 756     | 157                | 462              | 137                  |